# Caproni Ca.60
El Caproni Ca.60 Transaereo, también conocido como Noviplano (nueve alas) o Capronissimo,  fue el prototipo de un gran hidrocanoa de nueve alas creado con la intención de convertirse en un avión de transporte de pasajeros transatlántico con capacidad para 100 pasajeros. El avión estaba propulsado por ocho motores y tenía tres conjuntos de alas triples. Contaba con dos pontones, situados a ambos lados de la aeronave, con la finalidad de dar mayor estabilidad a la aeronave. 
La Caproni solo construyó un único ejemplar de este avión, diseñado por el pionero de la aviación Giovanni Battista Caproni. Fue probado en el lago Mayor en 1921: su breve primer vuelo tuvo lugar el 12 de febrero o el 2 de marzo. Su segundo vuelo fue el 4 de marzo; poco después de despegar, el avión se estrelló en el agua y se rompió debido al impacto. El Ca.60 sufrió más daños al ser remolcado a la orilla y, a pesar de la intención de Giovanni Caproni por reconstruir el avión, el proyecto fue rápidamente abandonado debido a su excesivo costo. Las pocas piezas sobrevivientes están expuestas en el Museo Aeronáutico Gianni Caproni y el museo aéreo Volandia en Italia.

## Desarrollo
Giovanni Battista Caproni ganó fama como diseñador y fabricante de aviones durante la Primera Guerra Mundial; su empresa aeronáutica, la Caproni, fue un gran éxito, especialmente en el área de bombarderos pesados polimotores, construyendo aviones tales como el Caproni Ca.32, el Ca.33, el Ca.36 y el Ca.40. Sin embargo, el fin del conflicto produjo una importante declive en la demanda de bombarderos por parte de las Fuerzas Armadas italianas. En consecuencia, Caproni dirigió su atención al mercado de la aviación civil al igual que otros empresarios de la época.

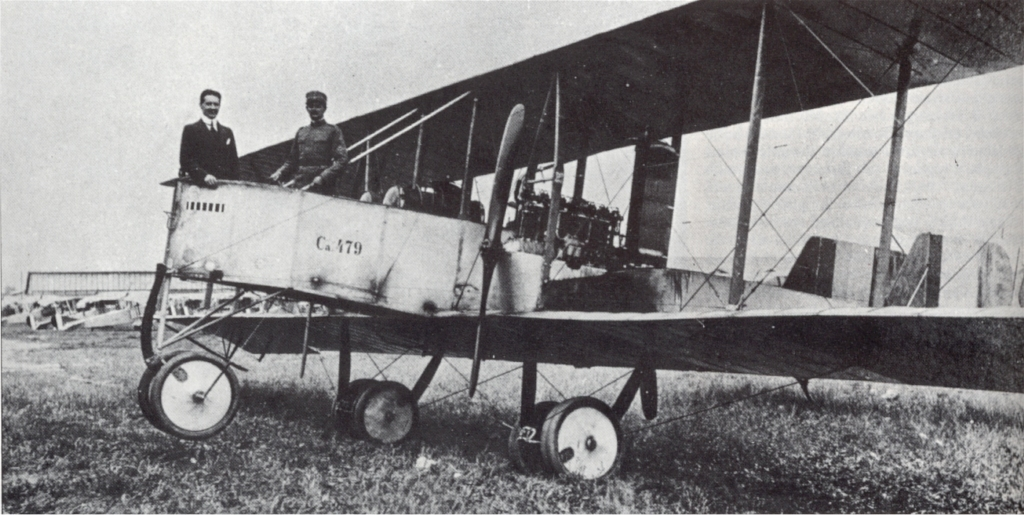
Giovanni Caproni (izquierda), a bordo de un bombardero Caproni Ca.32 durante la Primera Guerra Mundial.

En 1913 Giovanni Caproni tenía 27 años y dijo en una entrevista para la revista deportiva italiana La Gazzetta dello Sport que "aviones con una capacidad de cien y más pasajeros" pronto serían una realidad. Sin embargo, fue después de la guerra que Giovanni Caproni empezó a diseñar un enorme y ambicioso hidrocanoa de pasajeros (además de transformar a algunos de sus grandes bombarderos en aviones de pasajeros); se le otorgó una patente a su diseño el 6 de febrero de 1919.
En aquel entonces, la idea de un gran hidrocanoa plurimotor diseñado para transportar pasajeros en vuelos de larga distancia era considerada bastante excéntrica. Sin embargo, Giovanni Caproni opinaba, que un avión de este tipo permitiría viajar a zonas remotas más rápido que el transporte terrestre o marítimo, y que invertir en innovadoras aeronaves sería una estrategia menos costosa que mejorar los medios de transporte tradicionales. Él afirmó que su gran hidrocanoa podía ser empleado en cualquier ruta, dentro de un país o internacionalmente, habiendo considerado emplearlo en países con grandes territorios y deficiente infraestructura de transporte, como China.
Giovanni Caproni creía que para lograr estos objetivos, la modificación de aviones militares no sería suficiente. Al contrario, él pensó que una nueva generación de aviones de pasajeros (con gran autonomía y capacidad de carga incrementada, esta última a su vez permitiría una reducción del costo por pasajero) tenía que superar a los bombarderos sobrantes modificados.
A pesar de las críticas por parte de algunas importantes figuras de la aviación italiana, especialmente el teórico de la guerra aérea Giulio Douhet, Giovanni Caproni empezó a diseñar un avión muy innovador y pronto, en 1919, obtuvo una patente de éste.
Giovanni Caproni estaba al tanto de los problemas de seguridad aérea relacionados con los vuelos de pasajeros, siendo estos la base de la crítica de Douhet. En consecuencia, él se concentró en mejorar la fiabilidad del avión y minimizar los daños que podían producirse en accidentes. En primer lugar, él concibió a su gran hidrocanoa como un avión polimotor con suficientes motores para permitirle mantenerse en vuelo, incluso en caso de que uno o más de estos fallasen. También consideró (aunque después lo descartó) proveer al avión con "motores de apoyo" que serían apagados una vez que se alcance la altitud de crucero y solamente se encenderían en caso de emergencia. La configuración de hidrocanoa aseguraba la capacidad de efectuar acuatizajes de emergencia relativamente seguros y simples sobre casi cualquier superficie de agua lo suficientemente grande y en calma. Además, planeó mejorar el confort de los pasajeros incrementando la altitud de crucero, lo cual se lograría mediante turbocargadores y hélices de paso variable (estos aparatos podían compensar la pérdida de potencia de los motores a gran altitud).

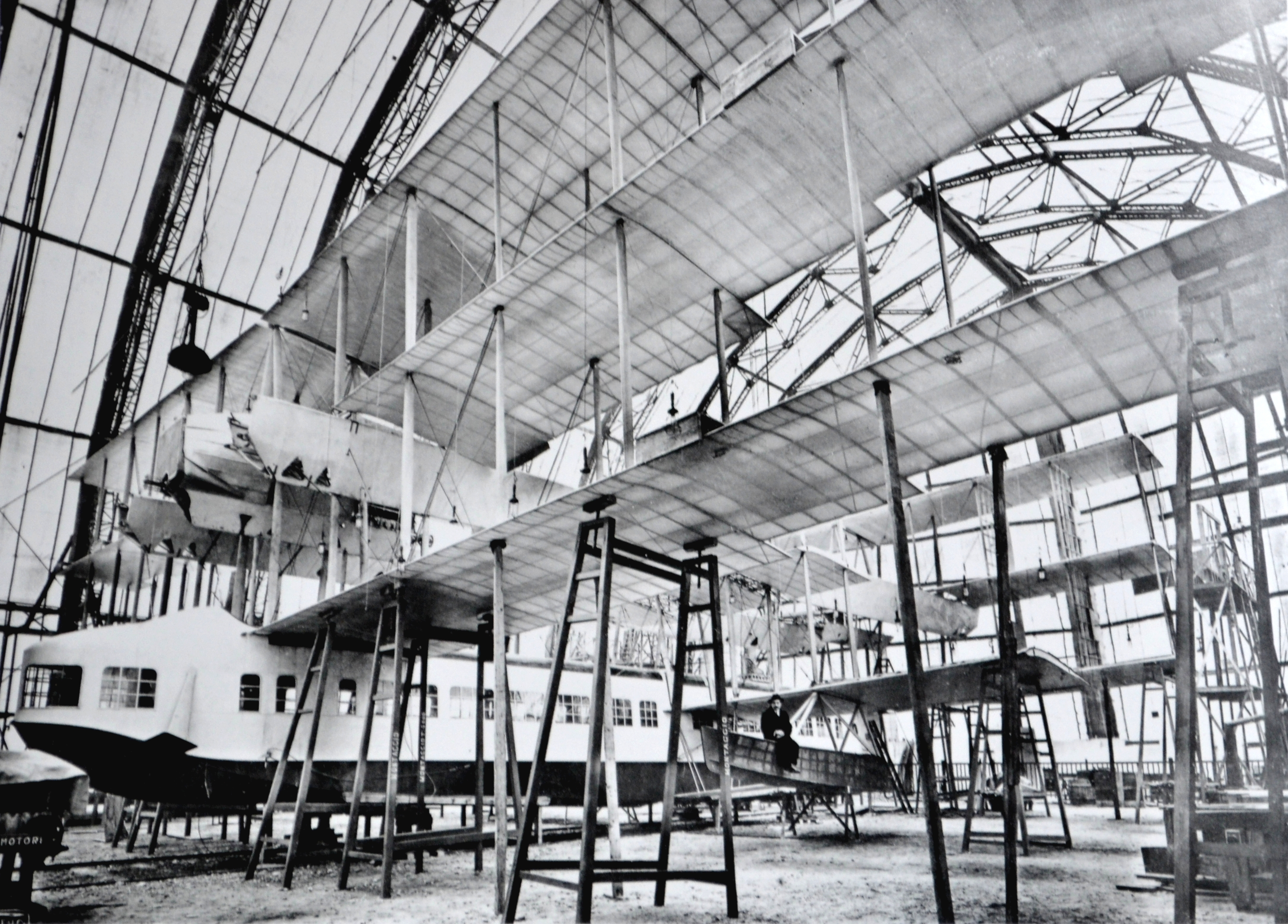
El Transaereo en construcción en Sesto Calende. Giovanni Caproni está sentado en el pontón izquierdo.

La construcción del Modelo 3000 o Transaereo, empezó en la segunda mitad de 1919. La referencia más temprana sobre este hecho se encuentra en un periódico francés del 10 de agosto de 1919, y tal vez las primeras piezas fueron construidas en la fábrica Caproni de Vizzola Ticino. En septiembre tuvo lugar una feria aérea en la fábrica Caproni de Taliedo, cerca de Milán, durante la cual el nuevo y ambicioso proyecto fue ampliamente publicitado. A fines de septiembre, Giovanni Caproni estuvo experimentando con un hidroavión Caproni Ca.4 para mejorar sus cálculos para el Transaereo. En 1920, se construyó en la orilla del Lago Maggiore el enorme hangar donde se llevaría a cabo la construcción del Transaereo. Las múltiples piezas construidas por subcontratistas de la Caproni, muchos de ellos habiendo colaborado con la empresa durante la Primera Guerra Mundial, fueron ensambladas aquí.
A fines de aquel año, el hangar fue visitado por el embajador de Estados Unidos en Italia Robert Underwood Johnson, que admiró el excepcional avión de Giovanni Caproni. La prensa afirmó que el avión sería capaz de iniciar sus vuelos de prueba en enero de 1921, añadiendo que, si las pruebas eran exitosas, Italia ganaría rápidamente supremacía internacional en el campo del transporte aéreo civil.
El 10 de enero de 1921 fueron probados los motores delanteros y sus góndolas, sin registrarse vibraciones peligrosas. El 12 de enero se probaron con éxito dos motores de cola. El 15 de enero, Giovanni Caproni envió su solicitud para obtener permiso de vuelos de prueba al inspector general de Aeronáutica, general Omodeo De Siebert.

## Diseño
El Transaereo era un gran hidrocanoa, cuyo casco, en el cual iba la cabina, colgaba de tres conjuntos de alas con configuración triplana: un conjunto estaba ubicado cerca de la proa del casco, otro en la popa y uno en el centro (un poco más bajo que los demás). La envergadura de cada una de las nueve alas era de 30 m, con una superficie alar de 750 m²; el fuselaje tenía una longitud de 23,45 m y toda la estructura, desde la quilla del casco hasta la parte superior de las alas, tenía una altura de 9,15 m. Su peso vacío era de 14.000 kg y su peso máximo al despegar era de 26 000 kg.

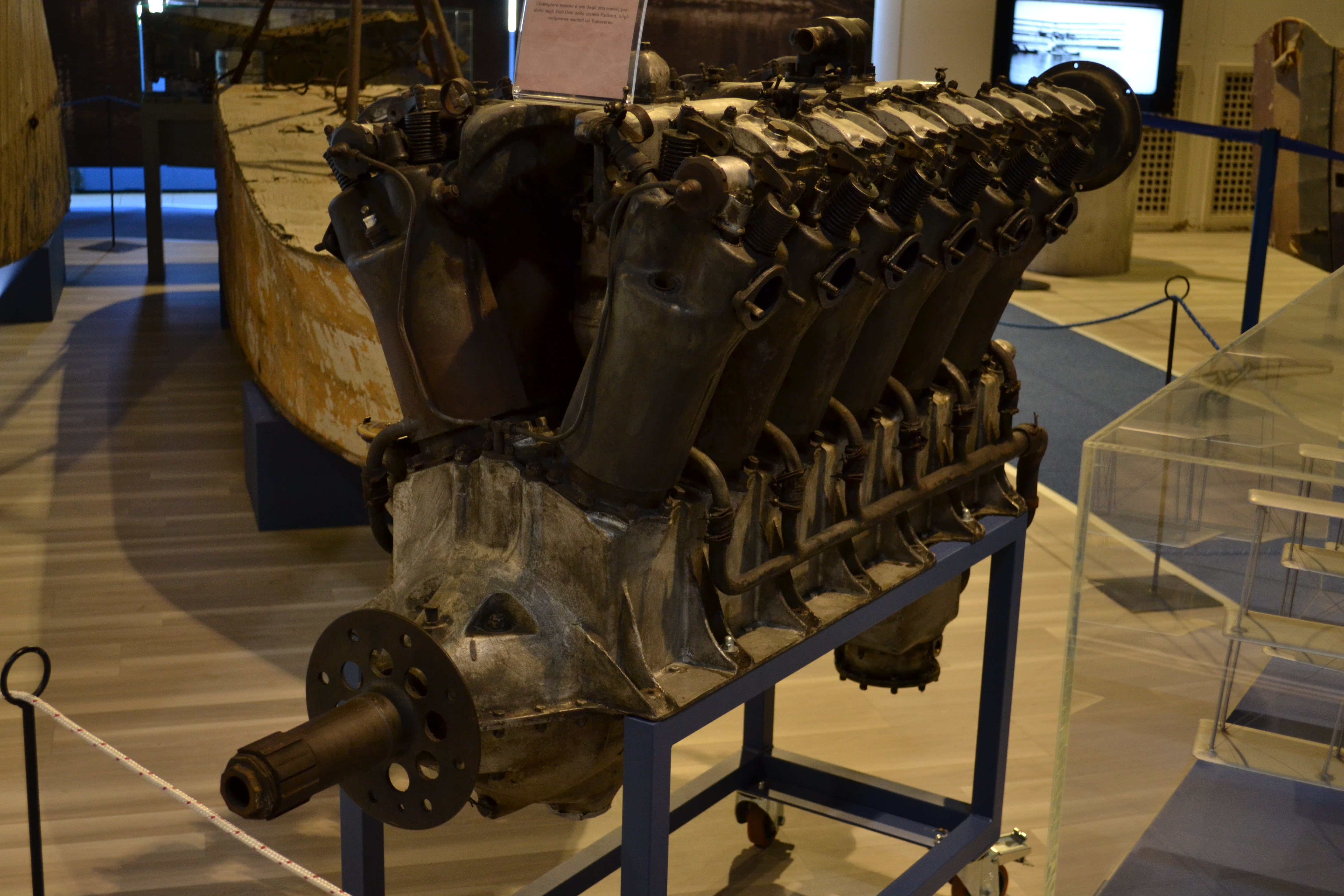
Uno de los ocho motores Liberty L-12 del Transeaereo (el único sobreviviente), está expuesto en el Museo Aeronáutico Gianni Caproni en Trento, Italia.

Cada conjunto de alas fue obtenido al reciclar las superficies portantes del bombardero triplano Caproni Ca.4; después del final de la guerra se canibalizaron varios aviones de este modelo a fin de construir el Transaereo.
El sistema de control de vuelo estaba compuesto por alerones (equipados en cada ala) y timones, incluso si el avión no tenía una cola en el sentido tradicional y, en particular, no tenía un estabilizador horizontal. El giro (la rotación del avión a lo largo de su eje longitudinal) era controlado de forma convencional mediante la acción diferencial de los alerones de babor y estribor; la elevación (la rotación del avión a lo largo de su eje transversal) era controlada mediante la acción diferencial de los alerones de las alas de proa y las alas de popa, ya que el avión no tenía timones de profundidad; cuatro superficies verticales articulas situadas entre las alas del conjunto de popa actuaban como estabilizadores verticales y timones, controlando la guiñada (la rotación del avión a lo largo de su eje vertical). Las alas tenían un ángulo diedro positivo, que contribuía a estabilizar el avión al girar; Giovanni Caproni también esperaba que el Transaereo sea muy estable en su elevación debido a su configuración de triplano tándem, con el conjunto de alas de popa supuestamente actuando como un enorme y eficaz estabilizador; él dijo que el enorme avión podía "ser piloteado con una sola mano en los controles". Giovanni Caproni patentó su particular sistema de control el 25 de septiembre de 1918.

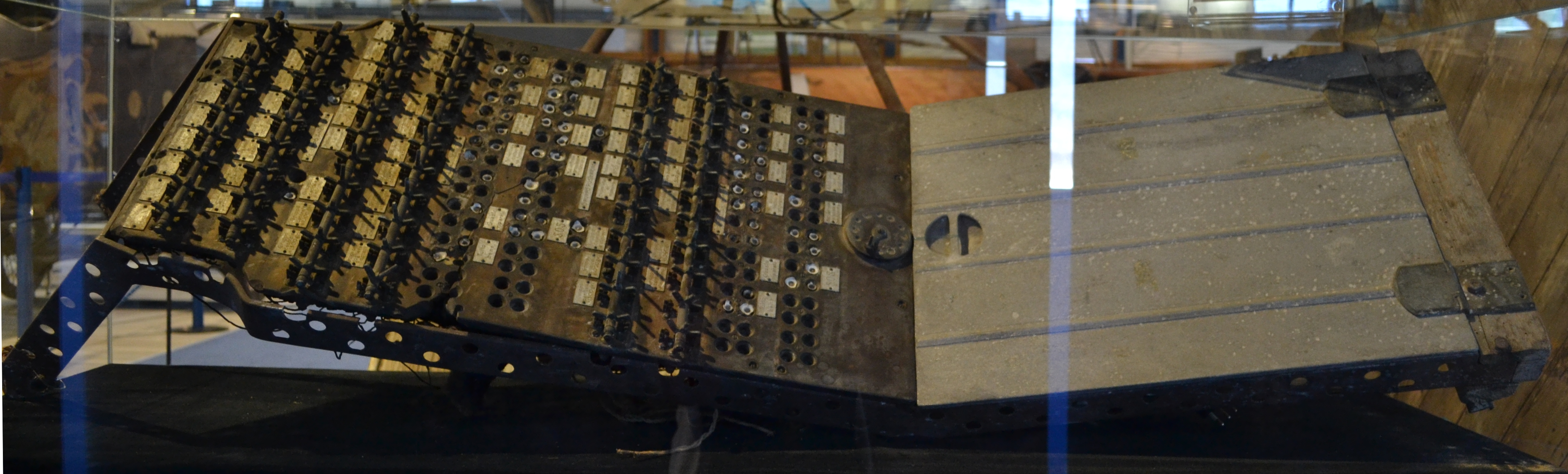
El panel de control de los motores del Transaereo, expuesto en el Museo Aeronáutico Gianni Caproni. Los interruptores y las luces eran empleados por los pilotos para transmitir órdenes a los ingenieros de vuelo, que iban sentados o de pie dentro las góndolas de los motores, controlando directamente su potencia.

El avión era propulsado por ocho motores V12 Liberty L-12 de producción estadounidense. Capaces de producir 294 kW cada uno, fueron los motores más potentes producidos durante la Primera Guerra Mundial. Estos fueron dispuestos en dos conjuntos de cuatro: uno en el conjunto de alas de proa (dos motores tenían hélices tractoras de dos palas, mientras que los otros dos estaban situados dentro de una góndola y tenían hélices impulsoras y tractoras de cuatro palas) y el otro en el conjunto de alas de popa (dos motores tenían hélices impulsoras de dos palas, mientras que los otros dos estaban situados dentro de una góndola y tenían hélices impulsoras y tractoras de cuatro palas). Todos los motores laterales y ambas góndolas estaban equipadas con radiadores para el refrigerante. Las dos góndolas también tenían una cabina para un ingeniero, que controlaba la potencia de los motores según las órdenes dadas por los pilotos a través de un complejo sistema de luces e indicadores ubicados en paneles eléctricos. Cada uno de los dos motores laterales de proa estaban conectados al conjunto de alas central y a los correspondientes motores de popa mediante un larguero de sección triangular.
Los depósitos de combustible estaban ubicados en el techo de la cabina, cerca del conjunto de alas central. El combustible llegaba a los motores gracias a bombas accionadas mediante turbinas de aire de impacto.
Además del casco principal, el avión estaba equipado con dos flotadores laterales ubicados bajo el conjunto de alas central, que actuaban como batangas que estabilizaban al avión mientras estaba a flote, en el despegue y en el acuatizaje. Giovanni Caproni tenía en su equipo a Alessandro Guidoni, uno de los más importantes diseñadores de hidroaviones de la época, quien creó el casco y los flotadores, las superficies hidrodinámicas que los conectaban y las dos pequeñas hidroalas situadas cerca del morro del avión: Guidoni diseñó nuevos flotadores para el Transaereo, a fin de reducir su tamaño y peso.

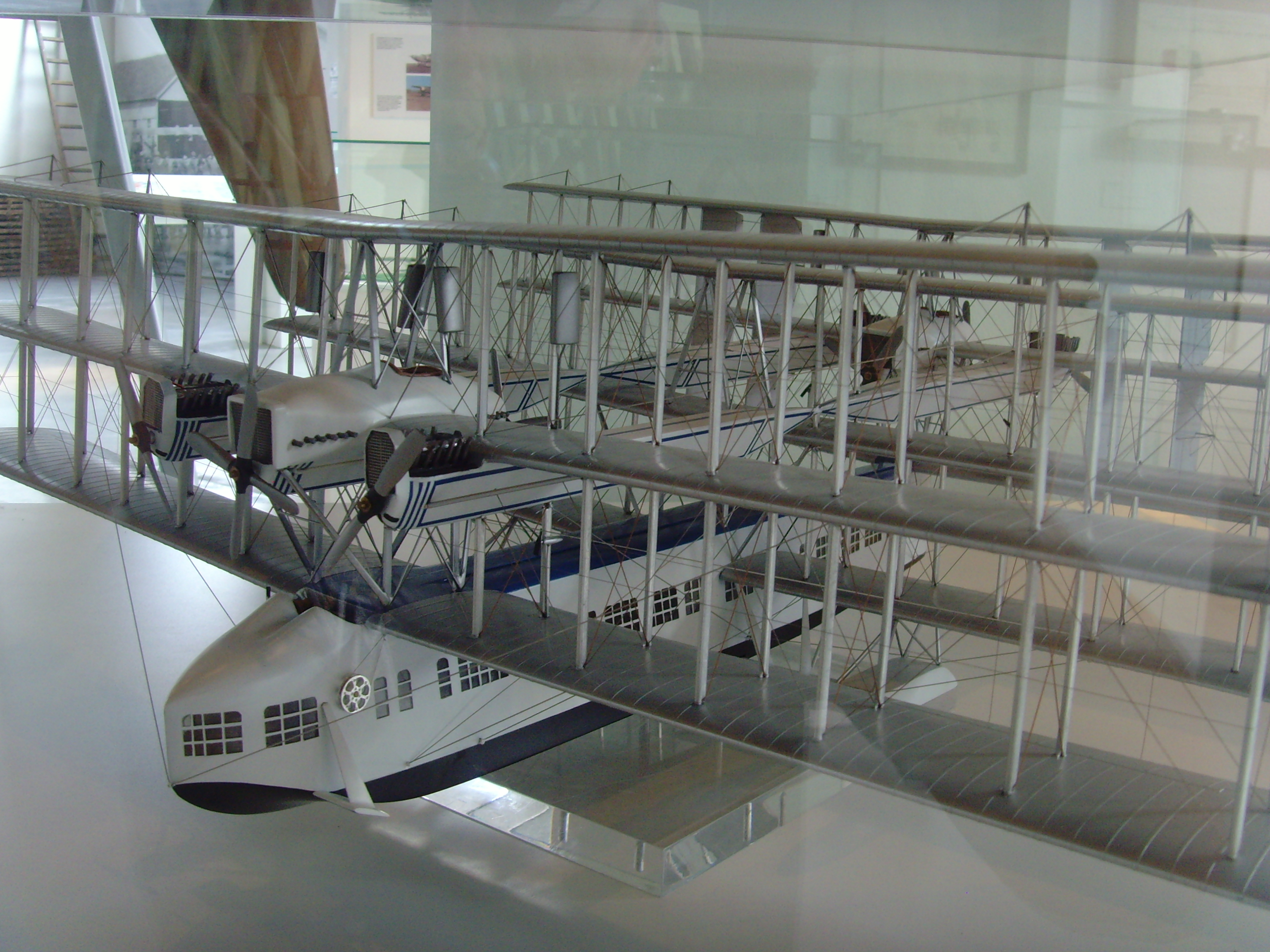
Esta maqueta del Transaereo, expuesta en el museo aeronáutico Volandia, muestra con relativa claridad la compleja disposición de los motores y las hélices. También son visibles las cabinas abiertas para los pilotos (sobre el fuselaje) y para los ingenieros de vuelo (en las góndolas).

La cabina de pasajeros era cerrada y tenía amplias ventanas panorámicas. Los viajeros irían sentados en parejas sobre bancas de madera que los situaban cara a cara. En la cabina abierta iban sentados el piloto al mando y el copiloto uno al lado del otro. Su piso estaba elevado sobre el piso de la cabina de pasajeros, por lo cual los hombros y cabezas de los pilotos sobresalían a través del techo. Se podía acceder a la cubierta de vuelo desde el interior del fuselaje mediante una escalera.
El Transaereo tenía un baño en la parte posterior del fuselaje.

## Vuelos de prueba
El Transaereo fue sacado de su hangar por primera vez el 20 de enero de 1921, siendo muy fotografiado. El 21 de enero, se programó que el avión fuese puesto en el agua por primera vez y se contrató a un camarógrafo para que filmara algunas escenas del avión flotando en el agua. Debido al bajo nivel del lago y a algunas dificultades con la rampa de botadura que conectaba al hangar con la superficie del lago, el hidroavión no pudo alcanzar el agua. Después de recibir la autorización de De Siebert, la rampa de botadura fue alargada el 24 de enero y nuevamente el 28. Las operaciones se llevaron a cabo entre problemas y obstáculos hasta el 6 de febrero, cuando se le informó a Giovanni Caproni que 30 nervaduras de las alas se habían roto y precisaban ser reparadas antes de iniciar los vuelos de prueba. Enfurecido, mantuvo a sus empleados trabajando toda la noche a fin de que los vuelos de prueba empezarán el 7 de febrero. Las nervaduras fueron reparadas, pero entonces se descubrió que un motor de arranque se había malogrado, por lo cual los vuelos de prueba fueron postpuestos de nuevo.
Finalmente, el 9 de febrero el Transaereo fue puesto en el agua y sus motores operaban adecuadamente, por lo cual empezó a navegar en la superficie del lago. Su piloto fue Federico Semprini, un exinstructor militar de vuelo que era conocido por haber efectuado un rizo con un bombardero pesado Caproni Ca.3. Él habría sido el piloto de pruebas en todos los demás vuelos de prueba del Transaereo; ningún vuelo de prueba se llevaría a cabo con más de un piloto a bordo.

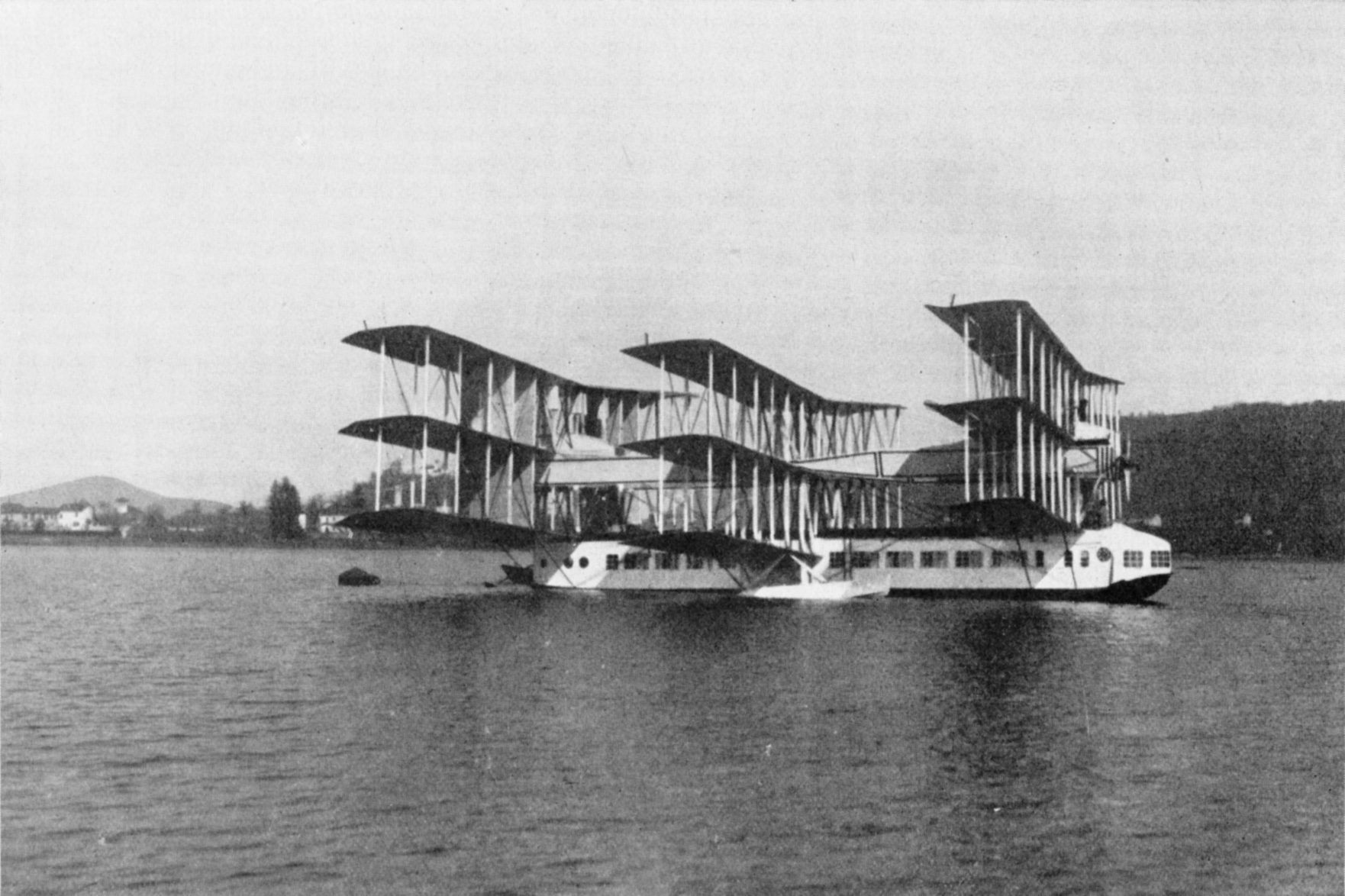
El Transaereo en el lago Maggiore.

Siempre sobre la superficie del agua, el avión hizo algunas vueltas, luego aceleró simulando una carrera de despegue y después efectuó otras maniobras delante de Giovanni Caproni y otros importantes representantes de la aviación italiana de la década de 1920: Giulio Macchi y Alessandro Tonini de la Nieuport-Macchi, y Raffaele Conflenti de la SIAI. Las pruebas fueron interrumpidas rápidamente debido al empeoramiento del clima, pero sus resultados fueron positivos. El avión demostró responder bien a los controles, ser maniobrable y estable; parecía ser demasiado ligero hacia la proa y al final del día se halló que se había filtrado un poco de agua dentro del fuselaje, pero Giovanni Caproni estaba satisfecho.

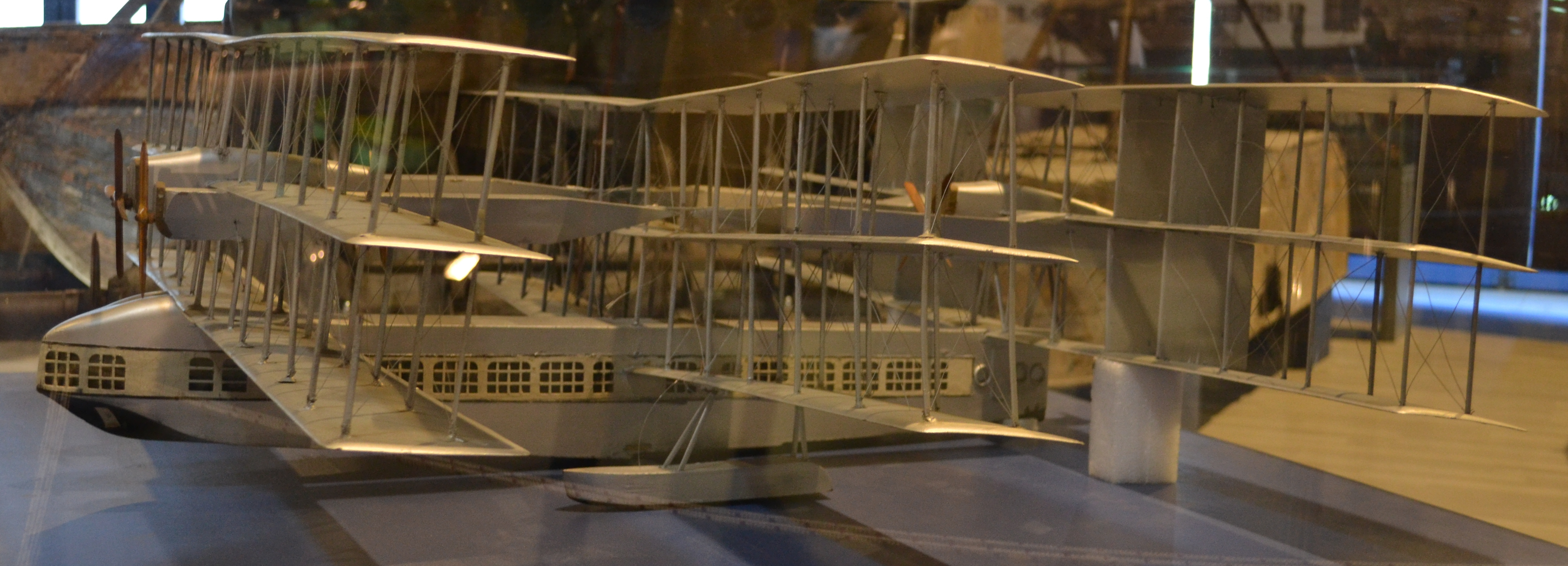
Maqueta del Transaereo de la época, expuesta en el Museo Aeronáutico Gianni Caproni. La posición del flotador izquierdo es claramente visible, así como la forma de la proa.

Al día siguiente, después de reconsiderar algunos de sus cálculos, Giovanni Caproni decidió cargar la proa del Transaereo con lastre antes de efectuar más pruebas, a fin de evitar que el avión se eleve excesivamente.
El 11 de febrero se llevaron a cabo más pruebas de navegación con éxito. El 12 de febrero o el 2 de marzo de 1921, la proa del avión estaba cargada con 300 kg de lastre y el Transaereo alcanzó una velocidad de 80 km/h, despegando por primera vez. Durante su breve vuelo demostró ser estable y maniobrable, a pesar de su persistente tendencia a elevarse.
El segundo vuelo tuvo lugar el 4 de marzo. Semprini (según lo que contó posteriormente) aceleró el avión a 100 o 110 km/h, jalando la palanca de mando hacia él; súbitamente el Transaereo despegó y empezó a elevarse en un ángulo agudo; el piloto soltó el acelerador, pero entonces la cola del avión empezó a caer y el avión perdió altitud estando fuera de control. La cola rápidamente impactó en el agua, siendo seguida por el morro del avión, que golpeó la superficie, rompiendo la proa del casco. El conjunto de alas de proa colapsó en el agua junto con el morro del avión, mientras que los conjuntos de alas central y de popa, junto a la cola del avión, se mantuvieron a flote. El piloto y los ingenieros de vuelo escaparon ilesos de entre los restos.

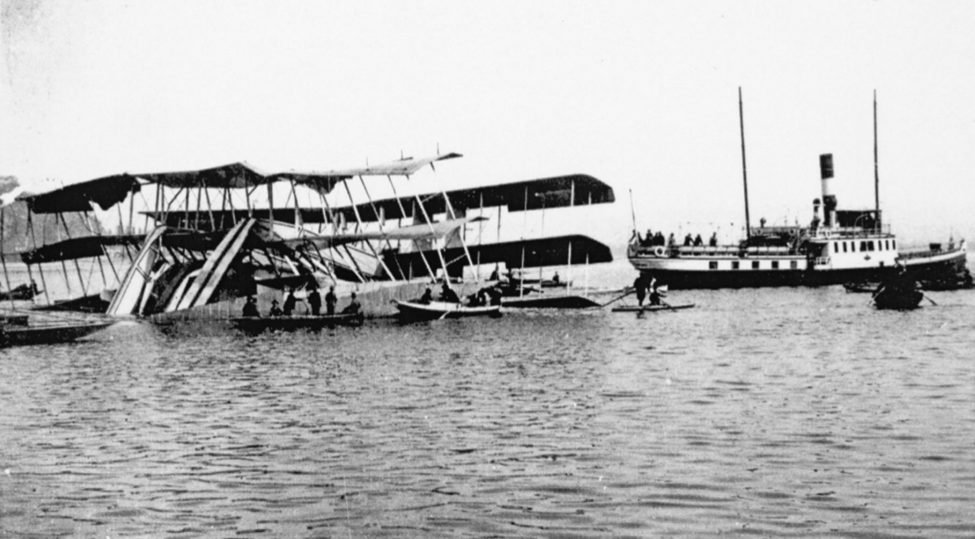
Los restos del Transaereo son remolcados a la orilla después del accidente, el 4 de marzo de 1921. El barco pudo haber sido el mismo que interfirió con el despegue del avión, posiblemente causando que se estrelle.

Giovanni Caproni, que venía en automóvil desde Vizzola Ticino, iba con retraso y solo llegó a la orilla del Lago Maggiore después que el Transaereo se estrelló. Más tarde comentó, "Por ende el fruto de años de trabajo, un avión que formaría la base de la futura aviación, se perdió en un momento. Pero uno no debe impresionarse si es que desea progresar. El sendero del progreso está cubierto de sufrimiento".
En aquel entonces, se mencionaban dos causas conjuntas del accidente. La primera, se pensó que la estela de un barco de vapor que navegaba en el lago cerca del área donde el Transaereo estaba acelerando interfirió con el despegue. La segunda, se acusó al piloto de pruebas Semprini de haber mantenido jalada la palanca de mando e intentar ganar altitud en lugar de haber efectuado maniobras correctivas, como por ejemplo bajar el morro para que el enorme avión ganase velocidad. Otra teoría sugiere que el mencionado barco era un ferribote lleno de pasajeros y Semprini (que solamente efectuaba pruebas de navegación y no deseaba despegar antes de la llegada de Giovanni Caproni) se vio obligado a despegar, a pesar de no tener la suficiente velocidad, a fin de evitar una colisión. Según teorías más recientes, la causa del accidente fueron probablemente los sacos de arena que habían sido ubicados dentro del avión para simular el peso de los pasajeros: al no estar atados a los asientos, pueden haberse deslizado a la parte posterior del fuselaje cuando, al despegar, el Transaereo repentinamente se elevó. Con la cola sobrecargada con este peso adicional, el avión se volvió incontrolable y su morro se elevó más y más, hasta que el Transaereo entró en pérdida e impactó violentamente el agua desde la cola.

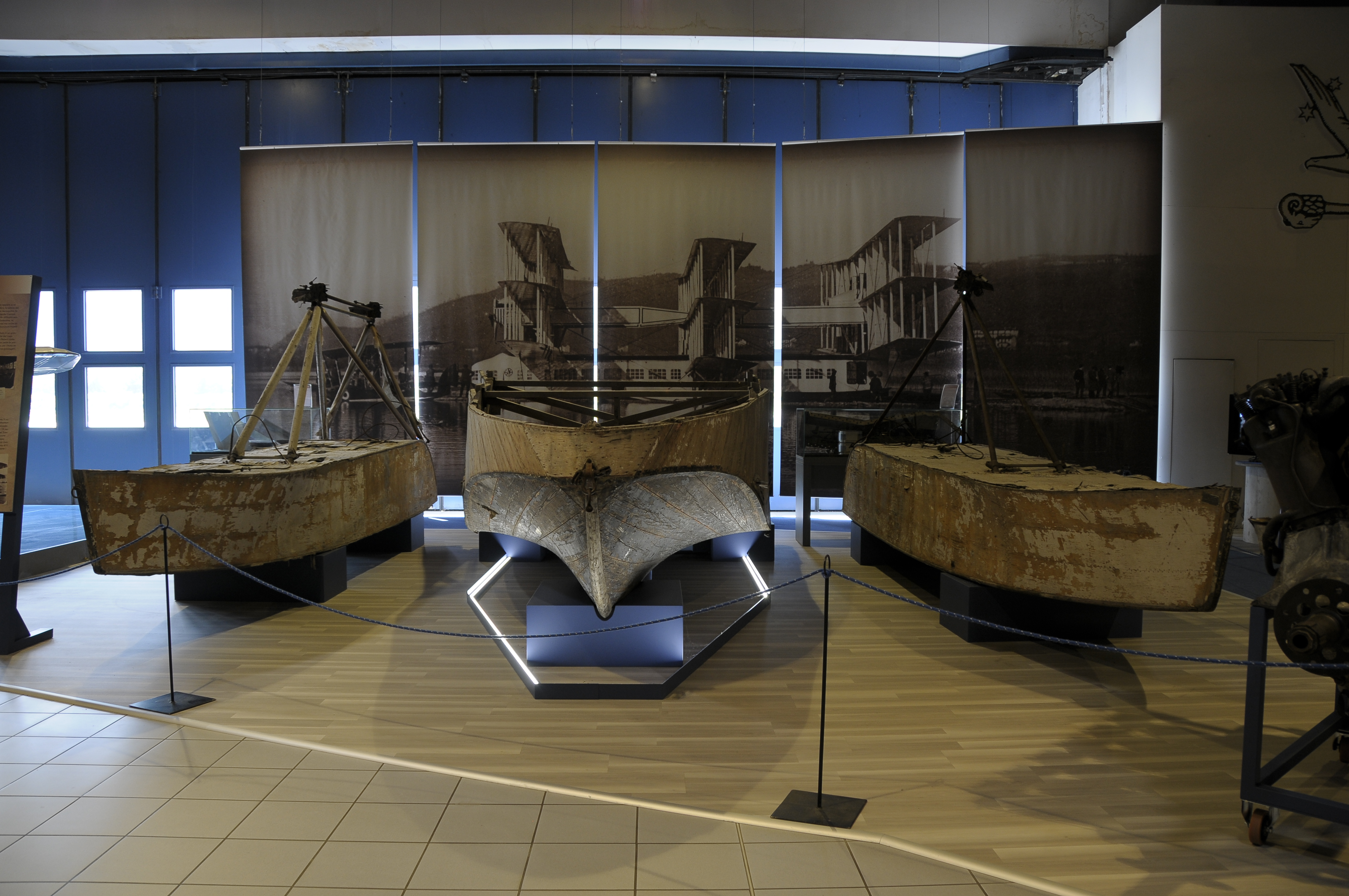
Los fragmentos sobrevivientes de los flotadores y la sección inferior de la proa, expuestos en el Museo Aeronáutico Gianni Caproni.

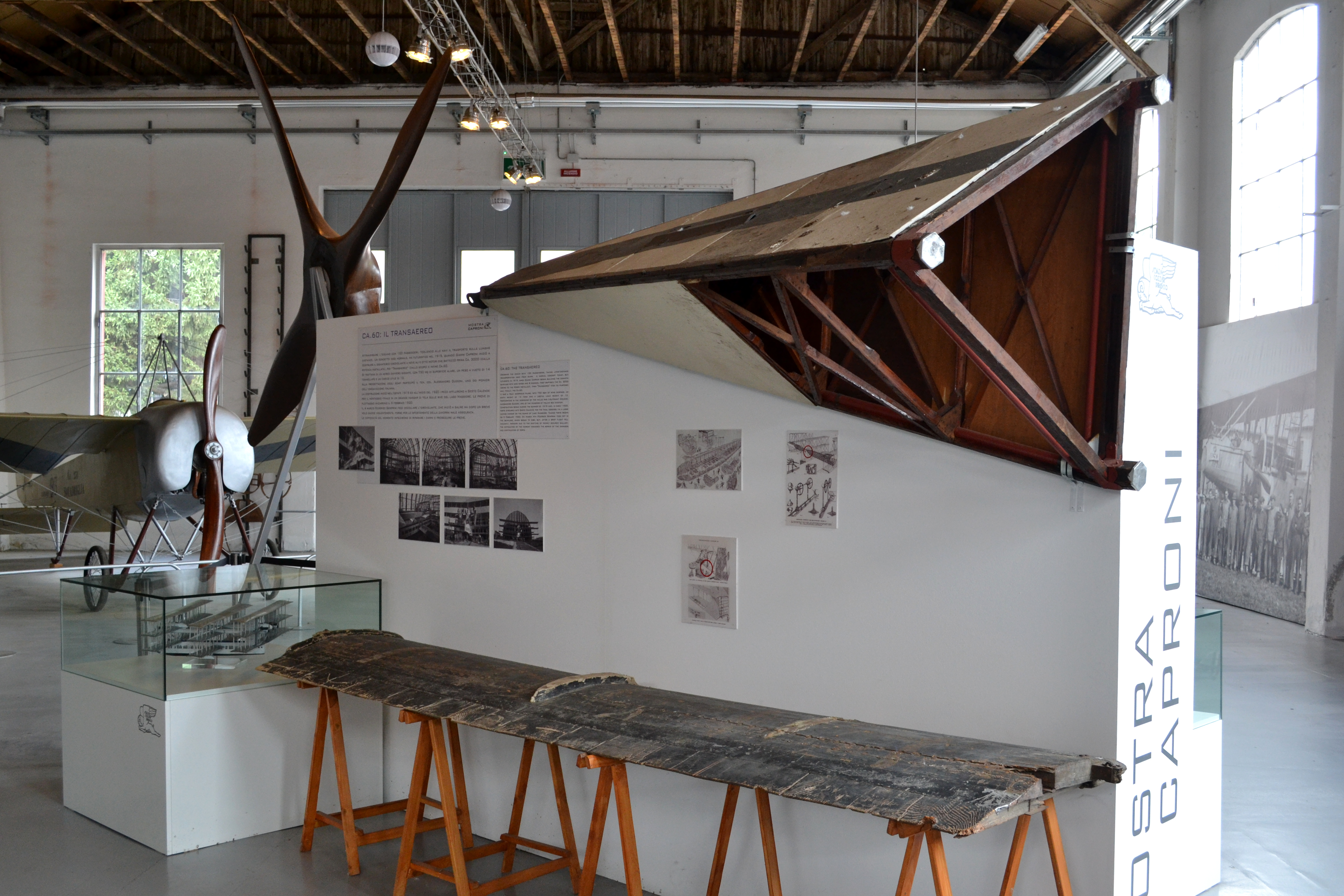
Otros fragmentos sobrevivientes (la sección de uno de los largueros y una de las hidroalas) están expuestas en Volandia.

Como el fotógrafo iba junto a Gianni Caproni a bordo del mismo automóvil, no existen fotografías del despegue, vuelo o del accidente, pero se tomaron muchas fotografías de los restos del Ca.60.
El hidrocanoa resultó gravemente dañado, pero los dos tercios posteriores del fuselaje y los conjuntos de alas central y de popa estaban casi intactos. Sin embargo, el Transaereo tuvo que ser remolcado a la orilla. El cruce del lago, efectuado por un barco que pudo ser el mismo que interfirió con el despegue, dañó aún más al avión: una considerable cantidad de agua se filtró en el casco y el fuselaje estuvo parcialmente sumergido, mientras que los conjuntos de alas central y de popa se dañaron y colapsaron parcialmente en el agua.
La posibilidad de reparar al Transaereo era remota. Después del accidente, solo las piezas metálicas y los motores aún podían utilizarse. Casi todas las piezas de madera tenían que ser reconstruidas. El costo de las reparaciones, según las estimaciones del propio Giovanni Caproni, serían un tercio del costo total de la construcción del prototipo, pero él dudaba que los recursos de su empresa fuesen suficientes para sostener tal esfuerzo financiero. Sin embargo, después de un inicial desánimo, el 6 de marzo Giovanni Caproni ya estaba considerando modificaciones de diseño para llevar a cabo el proyecto de un hidrocanoa transatlántico para 100 pasajeros. Él estaba seguro de que el Transaereo era una máquina prometedora, por lo cual decidió construir un modelo a escala 1/4 para continuar probando su idea.
Después de discutir con De Siebert e Ivanoe Bonomi (que había sido el ministro de Guerra hasta poco tiempo antes), Giovanni Caproni fue convencido de que podía construir un modelo a escala 1/3 y Bonomi le prometió que, en caso de ganar las elecciones, su gabinete le podría ofrecer todo el apoyo financiero que necesitaba. Sin embargo, aún con Bonomi llegando a ser primer ministro en julio, las prioridades políticas más urgentes finalmente causaron el abandono del proyecto del Transaereo.
Incluso si en general no fue exitoso, el Caproni Ca.60 continúa siendo considerado como "uno de los más extraordinarios aviones jamás construidos".

## Fragmentos en exhibición
La mayor parte de las estructuras dañadas del avión se perdieron después del abandono del proyecto del Transaereo. Sin embargo, Giovanni Caproni estaba convencido de la importancia de conservar y honrar el legado histórico relacionado con el nacimiento y desarrollo temprano de la aviación italiana en general, y con el de su empresa en particular; su sensibilidad histórica significó que varias piezas del Transaereo, retrospectivamente conocido como el Caproni Ca.60, sobrevivieron: los dos flotadores, la sección inferior de la proa, un panel de control y comunicación, y uno de los motores Liberty fueron conservados y, después de seguir al Museo Aeronáutico Gianni Caproni en todas sus direcciones entre su fundación en 1927 y su mudanza a su actual ubicación en Trento en 1992, fueron expuestos juntos con la colección permanente en la sala principal de exhibiciones del museo en 2010.
También sobrevivió una sección de uno de los largueros triangulares, así como una de las hidroalas que conectaban el casco con los flotadores. Estos fragmentos están expuestos en el museo Volandia, en la provincia de Varese, ubicado en la antigua fábrica Caproni de Vizzola Ticino.

## Especificaciones
Referencia datos: Guida agli Aeroplani di Tutto il Mondo y Aeroplani Caproni

### Características generales
- Tripulación: 8
- Capacidad: 100 pasajeros
- Longitud: 23,45 m
- Envergadura: 30 m (98,4 ft)
- Altura: 9,15 m
- Superficie alar: 750 m²
- Peso vacío: 14.000 kg
- Peso cargado: 26 000 kg
- Planta motriz: 8× Liberty L-12, V12 a 45° refrigerados por líquido.
  - Potencia: 449 hp (334.8 kW) a 2.000 rpm (despegue) cada uno.

### Rendimiento
- Velocidad crucero (Vc): 130 km/h (81 MPH; 70 kt)
- Alcance: 660 km (356 nmi; 410 mi)
- Potencia/peso: 11 W/kg (0.0070 hp/lb)

## En la cultura popular
El Caproni Ca.60 apareció en la película animada de 2013 Kaze Tachinu, de Hayao Miyazaki, al igual que Giovanni Caproni.

## Vídeo
A Mammoth of the Air (El mamut del aire) es una película sin audio de 1921 sobre el Ca.60, que puede ser vista en You Tube: Caproni Ca.60 Noviplano flying boat (static display)